# Lago Tanganica
El lago Tanganica (local: Tanganyika) es uno de los grandes lagos de África. Se calcula que es el segundo lago más grande del mundo en volumen, y el segundo lago más profundo, después del lago Baikal en Siberia. También es el lago de agua dulce más largo del mundo. El lago está dividido entre cuatro países: la República Democrática del Congo (RDC), Tanzania, Burundi y Zambia, siendo Tanzania (46 %) y la RDC (40 %) los que poseen la mayor parte del lago. El agua fluye hacia el río Congo y finalmente al océano Atlántico.
Es considerado uno de los lagos más ricos en biodiversidad con más de 1500 especies identificadas, un hecho que animó en 2003 a los estados fronterizos de Burundi, Tanzania, Zambia y la RDC a adoptar en Dar es Salaam la Convención para la Gestión Sostenible del lago Tanganyika.
El lago toma su nombre del territorio de Tanganyika, que en suajili quiere decir «lo que hay detrás» (nyika) «de Tanga» (una ciudad costera, ante el archipiélago de Zanzíbar).

## Geografía
El lago se encuentra en el Gran Valle del Rift, y está rodeado de montañas. Es el segundo mayor lago del continente africano en superficie, aunque el más profundo y voluminoso. Se extiende a lo largo de 673 km en dirección norte-sur y tiene como promedio unos 50 km de anchura. El lago cubre 32 900 km², con una línea de costa de 1828 km y una profundidad media de 570 m y máxima de 1470 m. Contiene unos 18 900 km³ de agua. La temperatura media en la superficie es de 25 °C y la acidez promedio, pH, de 8,4.
La enorme profundidad y la situación tropical del lago evitan que las masas de agua se mezclen, ya que muchas de las aguas más profundas son lo que se llama "aguas fósiles" y son anóxicas (carecen de oxígeno). La zona de influencia del lago abarca 231 000 km², con dos ríos principales fluyendo en dirección al lago, junto con numerosos pequeños ríos y arroyos que provienen de las empinadas montañas; siendo el principal flujo de agua el que proviene del río Lukuga, que desemboca en el río Congo.
Los principales ríos son el Ruzizi, que desemboca en el norte del lago desde el lago Kivu, y el Malagarasi, el segundo mayor río de Tanzania, que desemboca en la orilla este del Tanganica. El Malagarasi existía antes que el lago Tanganica y antiguamente formaba un cauce continuo con el río Congo.
El lago también puede tener a veces diferentes entradas y salidas: fluye hacia el interior desde un mayor lago Rukwa, accede al Lago Malaui y una vía de salida al Nilo han sido propuestos de haber existido en algún momento de la historia del lago.
El lago es compartido por cuatro países: República Democrática del Congo (RDC), Burundi, Zambia y Tanzania, este último posee la parte mayor (41 %).

## Geología

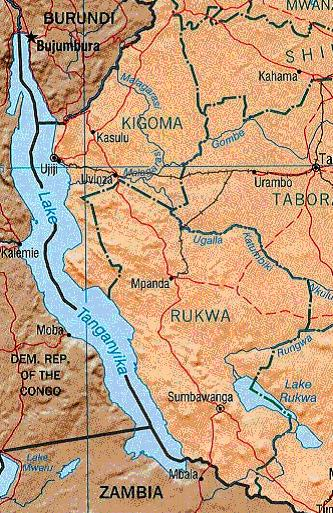
Lago Tanganyika (de la colección de mapas de la Biblioteca Perry-Castañeda, de la Universidad de Texas, en Austin

El lago Tanganyika está situado a la gran fractura geológica del Gran Valle del Rift, al este de África. Contiene 6000 metros de sedimentos lacustres que quedan acumulados en el fondo del lago.

### Tectónica y geotermia
La situación del lago es un lugar de una gran actividad tectónica teniendo en cuenta, además, la profundidad total de la falla en este lugar, que se eleva alrededor de unos 7000 metros de nivel de agua a la parte inferior del sedimento. El proceso de sedimentación que se ha producido durante millones de años ha creado un enorme demasiado de interés económico, y se han descubierto yacimientos de petróleo que es explotado por el Congo.
La actividad geotérmica es presente a la parte norte, a la parte congoleña, en la península de Ubwari, en el cabo Banzo, y en la región de Kalundu Pemba. Se observan orificios por donde se libera agua cargada de minerales que sale a una temperatura de 180 °C; se encuentran a profundidades que van desde 5 a los 40 metros. La actividad también muestra la presencia de gas en ciertas zonas de las costas rocosas a Pemba, en forma de cadenas de bolsas más o menos finas y regulares.
En 5 de diciembre de 2005, un violento terremoto que logró una magnitud de 7,5 en la escala de Richter, causó daños y algunas víctimas en el Congo. Su epicentro se localizó bajo el mismo lago, a una profundidad de 10 kilómetros.

## Hidrología
El lago es conocido por la excepcional claridad de sus aguas, lo cual permite la visibilidad hasta 25 metros. El agua del lago Tanganyika es de gran riqueza mineral, y sus parámetros son muy específicos. Su conductividad es de unos 609-620 ms, el pH es de 9,5 en la superficie y de 8,6 a -1300 metros.
El TAC es 12-19, de escaso valor en términos de proporciones de sales. Así, las principales sales (los valores son en miligramos por litro):
- Carbonato de sodio. Na2CO3 = 125 (anhidro)
- Cloruro de potasio. KCl = 59
- Nitrato de potasio. KNO3 = 0,5
- Carbonato de litio. Li2CO3 = 4
- Carbonato de calcio. CaCO3 = 30
- Carbonato de magnesio. MgCO3 = 144
- Sulfato de aluminio. Al2(SO4)318H2O = 5
- Sulfato de potasio. K2SO4 = 4
- Sulfato de sodio. Na2SO4 = 1
- Cloruro férrico. FeCl36H2O = 0,5
- Fosfato sódico. Na3PO4H2O = 0,4
- Silicato de sodio. Na2SiO3 = 13/5

Más allá de los doscientos metros de profundidad, la vida para la mayor parte de los organismos es imposible; ausencia de oxígeno y presencia del sulfuro de hidrógeno, que son las condiciones para la presencia de bacterias anaerobios (sulfato reductoras).
Los vientos predominantes durante el verano austral, que son vientos del sudeste, causan una subida a la superficie de estas aguas anóxicas. El pescado y otros organismos no tienen otra opción que huir o morir.

### Exploración hidrobiológica
Durante los años 1946 y 1947, el Doctor Max Poll organizó una expedición en el lago, y especialmente para este propósito se alquiló el barco Baron Dhanis. Su objetivo era recoger tantos datos como fuera posible. Realizó sondeos y estudios batimétricos del fondo del lago. Pescas por medio de redes de arrastre, de aros y por medio de redes se organizan durante el día y la noche para recoger los peces. Realizaron también análisis de las fluctuaciones del nivel del agua, las variaciones de temperatura, la química del lago (cambios en la mineralización, pH, conductividad eléctrica), el fito y zooplancton), macrócitos, invertebrados, insectos acuáticos, anfibios y reptiles: en resumen, una enorme cantidad de datos. Y las muestras se clasifican y describen en cada caso.
Gran parte de los conocimientos actuales sobre el lago Tanganyika es gracias a los datos obtenidos durante el trabajo titánico que realizaron el Dr. Max Poll y el resto de la expedición. Después de la clasificación que se realizó in-situ, la recogida de los cichlidae preservados para un estudio sistemático en Bélgica (Museo Real del África Central en Tervuren), estaba integrado de alrededor de 27 000 ejemplares.
Cuatro volúmenes y folletines nuevos fueron publicados después de la expedición; que son los siguientes:
- E. Leloup: Invertebrados, Bivalvos, Gasterópodos, Medusas.
- A. Capart: Sondeos y mapas batimétricos, El medio geográfico y geofísico, los crustáceos, decápodos, cangrejos.
- J. Kufferath: El medio bioquímico.
- L. Van Meel: El medio vegetal, el fitoplancton.
- S Prudhoue: Trematoda, Gestoda y Acanthocephala.
- P. Basilewski: Coleoptera, Carabidae.
- A. W. Lacourt: Bryozoaires.
- K. Lindberg: Ciclípodos (crustáceos, copépodos).
- G. F. de Witte: Anfibios y reptiles.
- V. Lallemand: Hemípteros, Homòpteros.
- H. Synave: Hemyptera, Homoptera.
- A. Janssens: Coleópteros, Lamellicorna.
- R. D. Wood: Characeae.
- C. Vanden Berghen: Hepaticae.
- F. Demaret: Pteridophyta.
- A. Lawalree: Compositae, Leeaceae, Lemnaceae y Vitaceae.

## Biodiversidad

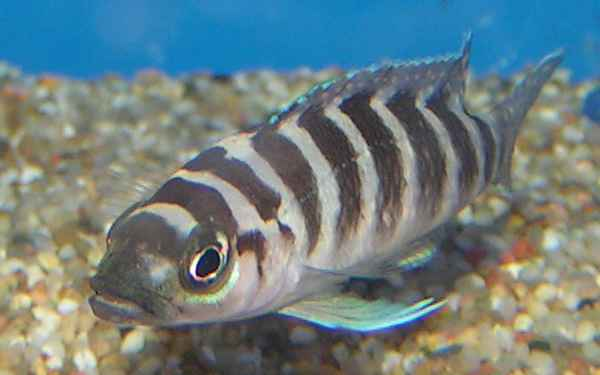
Neolamprologus cylindricus: Una de las muchas especies de peces cíclidos del Tanganica

El lago contiene al menos 250 especies de peces cíclidos (cichlidae) y otras 150 especies de peces no-ciclidos, la mayoría de los cuales vive en la ribera del lago, a una profundidad de 180 m. El lago es también un importante sitio de estudio acerca de la evolución de las especies. Sin embargo, la gran biomasa marítima se encuentra en las aguas internas, siendo dominadas por 6 especies: dos especies de "sardinas del Tanganica" y cuatro especies depredadoras del género Lates (relacionadas con la perca del Nilo, especie que devastó con los cíclidos del lago Victoria). Casi todas (98 %) de las especies de cíclidos del Tanganica son endémicas del lago. Este alto grado de endemia de la mayoría de las especies también ocurre con muchos invertebrados del lago, tales como los moluscos, cangrejos, copépodos, camarones, medusas, sanguijuelas, etc.
Muchas especies de cíclidos del lago Tanganica, como el Tropheus del género de peces de colores brillantes, son peces muy populares entre los dueños de acuarios, debido a sus colores brillantes. Recrear un biotopo del lago Tanganica para acoger esos cíclidos en un hábitat similar a su ambiente natural es también muy popular en la acuariofilia.

## Economía
Aproximadamente, un millón de personas viven alrededor del lago, y este es la fuente principal de pescado para el consumo y el comercio, y un medio vital para los transportes y las comunicaciones, siendo un enlace entre los países que lo bordean.

### Industria

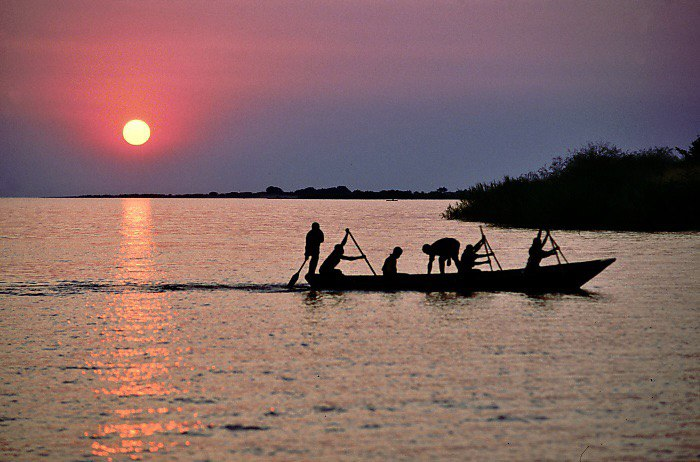
Pescadores en el lago Tanganica

El pescado del lago sirve como la principal fuente de proteínas para los habitantes locales.  En la actualidad, alrededor de 45 000 personas trabajan en las pesquerías que operan desde 800 puntos, con cerca de un millón de personas dependiendo directamente de la pesca, siendo el pescado del lago Tanganica un producto de exportación que puede encontrarse en todos los países del África oriental. La pesca comercial comenzó a mediados de la década de 1950 y ha tenido un importante impacto en las especies. En 1995 se capturaron un total de 180 000 toneladas de pescado.

### Transporte
Dos transbordadores llevan pasajeros y carga a lo largo de la orilla oriental del lago: MV Liemba entre Kigoma y Mpulungu y MV Mwongozo entre Kigoma y Buyumbura.
- La ciudad portuaria de Kigoma es la estación terminal para el ferrocarril de Dar es Salaam en Tanzania.
- La ciudad portuaria de Kalemie (anteriormente denominado Albertville) es la estación terminal de la red ferroviaria RD Congo.
- La ciudad portuaria de Mpulungu es una propuesta de estación terminal para Zambia.[12]

## Historia
Los primeros occidentales que descubrieron el lago Tanganyika, fueron los exploradores británicos Richard Burton y John Speke, el 13 de febrero de 1858. Llegaron a la parte septentrional del lago mientras buscaban las fuentes del río Nilo. Speke continuó y encontró la actual fuente, el Lago Victoria. Posteriormente, Livingstone también llegó al lago, proveniente del sur, y exploró la parte occidental. Cerca del Tanganyika, concretamente en la población de Ujiji, se encontraron Livingstone y Stanley el 10 de noviembre de 1871. Verney Lovett Cameron, enviado a buscar a Livingstone, también exploró la parte sur del lago ni siguió el río Lukunga. Anotó el nombre de "Liemba" por la parte sur del lago, una palabra probablemente de la lengua fipa, que en 1927 fue elegido como nombre para un barco alemán capturado en el lago y que ha estado en servicio hasta la actualidad.

### Primera Guerra Mundial
El lago fue el escenario de dos famosas batallas durante la Primera Guerra Mundial.
Con la ayuda del barco llamado Graf von Götzen (el nombre del grafo (título alemán equivalente a conde) Gustav Adolf Graf von Götzen, el exgobernador de África Oriental Alemana), los alemanes tenían el control completo del lago durante las primeras etapas de la guerra. La nave fue utilizada para transportar carga y personal a través del lago, y como base para lanzar ataques por sorpresa a las tropas aliadas.
Por lo tanto, se convirtió en esencial para las fuerzas aliadas conseguir el control del mismo lago. Bajo el mando de Geoffrey Spicer-Simson de la Royal Navy, se consiguió la monumental tarea de transportar dos embarcaciones armadas de motor la Mimi y el Toutou desde Inglaterra hasta el lago por ferrocarril, carretera y río a Kalemie en la orilla occidental del lago Tanganyika. Los dos barcos esperaron hasta diciembre de 1915, y perpetraron un ataque por sorpresa a los alemanes, con la captura del cañonero Kingani. Otro barco alemán, el Hedwig, fue hundido en febrero de 1916, dejando el Götzen como el único barco alemán restante para controlar el lago.
Como resultado de su posición de mayor fortaleza en el lago, los aliados empezaron a avanzar hacia Kigoma por tierra, y los belgas establecieron una base aérea en la costa occidental de Albertville. Fue a partir de allí, en junio de 1916, que lanzaron un bombardeo sobre posiciones alemanas alrededor de Kigoma, y dentro de la misma ciudad. No está claro si el Götzen fue atacado (los belgas afirmaron haber conseguido tocarlo, pero los alemanes lo negaron), pero la moral alemana se vio muy afectada y el barco fue desposeído de su armamento, posteriormente, puesto que se necesitaba en otro punto.
La guerra al lago había llegado a un punto muerto en esta etapa, con las dos partes anegadas a organizar ataques. Aun así, la guerra en tierra fue progresando, en gran parte gracias a la ventaja de los aliados, que cortaron la conexión ferroviaria en julio de 1916 y amenazaron de aislar Kigoma completamente. Esto trajo al comandante alemán, Gustav Zimmer, a abandonar la ciudad y marchar hacia el sur. Para evitar que su preciado barco cayera en manos de los Aliados, Zimmer hundió el barco el 26 de julio de 1916. Más tarde sería reflotado y cambiaron el nombre por MV Liemba (ver Transporte).

### Che Guevara
En 1965 el revolucionario argentino Che Guevara usó la orilla occidental del lago Tanganica como campo de entrenamiento para las fuerzas de la guerrilla en el Congo. Desde su campamento, el Che y sus fuerzas trataron de derrocar al gobierno, pero terminaron expulsados en menos de un año ya que la Agencia de Seguridad Nacional (NSA) lo había estado observando todo el tiempo y las fuerzas del gobierno ayudaron a emboscar a sus guerrilleros.

### Historia reciente
En 1992 el lago Tanganyika apareció en el documental Pole to Pole. El documentalista Michael Palin fue a bordo del MV Liemba y cruzó el lago.
Desde 2004 que el lago ha sido centro de atención de una iniciativa masiva de Water and Nature por parte de la UICN. El proyecto duró cinco años con un coste total de 27 millones de dólares. La iniciativa intentó controlar los recursos y el estado del lago, establecer criterios comunes por un nivel aceptable de sedimentos, polución y calidad del agua en general.

## Ecología
El lago Tanganyika se está viendo afectado por el calentamiento global; observaciones directas durante los últimos 90 años han descubierto que la temperatura del lago se ha incrementado de forma sustancial. Al mismo tiempo, se ha observado una importante caída de la producción primaria del lago, impactando de forma evidente en la población de sardina, uno de los principales elementos de la pesca y por lo tanto de la economía y la alimentación de las zonas colindantes.
El lago también se está viendo afectado por la polución urbana, incluyendo las deposiciones provenientes de los barcos, y la exploración de petróleo y minerales también la afecta. Además, hay que introducir medidas para la gestión de la pesca de pescados ornamentales.
Otros problemas que lo están afectando son: deposiciones atmosféricas, erosión, especies invasivas, contaminación (por ejemplo, por pesticidas).

### Lake Tanganyika Biodiversity Project
El Lake Tanganyika Biodiversity Project (LTBP) es una entidad creada con el siguiente objetivo:

ayudar los estados ribereños a producir un sistema eficaz y sostenible para la gestión y conservación de la biodiversidad del lago Tanganyika en el futuro.

Es un proyecto de cinco años que está siendo ejecutado por instituciones de los países costeros (Burundi, República Democrática del Congo, Tanzania y Zambia) con el asesoramiento por parte de organismos internacionales. Con la participación de las comunidades locales la estrategia que mantienen es la de conseguir avanzar tanto en temas de conservación del lago y su entorno, como en aspectos de desarrollo, para mirar de proteger la forma de vida y los recursos de la población local.
El proyecto lo dividen en los siguientes programas:
- Biodiversidad,[19] que aporta la base por otros estudios técnicos. Tiene los objetivos de:
  - revisar los niveles actuales de biodiversidad del lago
  - identificar la distribución de los mayores hábitats
  - desarrollar un programa de monitorización
- Educación ambiental[20]
- Prácticas de pesca[21]
- Sistemas de información geográfica[22]
- Polución[23]
- Sedimentación[24]
- Socioeconómicos[25]
- Entrenamiento[26]

### Sumbu National Park
En la orilla sur el lago Tanganyika se encuentra el Sumbu National Park, un parque nacional que cubre una área de unos 2000 kilómetros cuadrados, incluyendo unos 100 kilómetros de algunas de las playas más prístinas de este gran lago. Su extensión incluye playas de arena, acantilados verticales, cuevas y bahías naturales a los escarpados cerros y profundos valles del interior. El río Lufubu  desemboca a través de un valle flanqueado por taludes de 300 metros por cada lado.

## Curiosidades
El reencuentro entre el periodista americano Stanley y el geógrafo Livingstone, que tuvo lugar en Ujiji, en la orilla del lago, significó el nacimiento de la famosa frase de Stanley: 

Dr. Livingstone, I presume. (trad. Dr. Livingstone, supongo.)
Stanley

Ha habido avistamientos del famoso cocodrilo come-humanos Gustave. Gustave es un cocodrilo del Nilo gigante que vive en Burundi. Con una longitud de como mínimo 6 metros y un peso aproximado de una tonelada, es el cocodrilo más grande visto nunca en África. Es un devorador de hombres famoso, de quien corre el rumor que ha matado unas 300 víctimas desde la orilla del río Ruzizi y la orilla norte del lago Tanganyika. En cambio, Patrice Faye, un cazador y naturalista autodidacta francés, residente en Burundi que lo ha seguido durante los últimos 20 años hace una estimación de 60 víctimas, que aun así, lo convertiría en un caso fuera de común. En cualquier caso, Gustave ha conseguido un estatus casi mítico y es temido por la gente de la región.